# Black Rose: A Rock Legend
Black Rose: A Rock Legend – dziewiąty album irlandzkiej grupy Thin Lizzy wydany w Stanach Zjednoczonych 13 kwietnia 1979 przez wytwórnię Warner Bros. oraz w Wielkiej Brytanii przez Vertigo. Producentem albumu byli: zespół, Phil Lynott i Tony Visconti. Na krążku znajduje się 9 utworów rockowych. Płyta dostała notę 4,5\5 od All Music Guide.

## Lista utworów
| 1. | "Do Anything You Want To" (Lynott)                        | 3:53  |
|    |                                                           |       |
| 2. | "Toughest Street in Town" (Gorham, Lynott, Moore)         | 4:01  |
|    |                                                           |       |
| 3. | "S&M" (Downey, Lynott)                                    | 4:05  |
|    |                                                           |       |
| 4. | "Waiting for an Alibi" (Lynott, Moore)                    | 3:30  |
|    |                                                           |       |
| 5. | "Sarah" (Lynott, Moore)                                   | 4:20  |
|    |                                                           |       |
| 6. | "Got to Give It Up" (Gorham, Lynott)                      | 4:24  |
|    |                                                           |       |
| 7. | "Get Out Of Here" (Lynott, Ure)                           | 3:37  |
|    |                                                           |       |
| 8. | "With Love" (Lynott)                                      | 4:38  |
|    |                                                           |       |
| 9. | "Roisin Dubh (Black Rose): A Rock Legend" (Moore, Lynott) | 7:06  |
|    |                                                           |       |
|    |                                                           | 39:34 |
|    |                                                           |       |

## Twórcy
- Brian Downey – perkusja,Instrumenty perkusyjne
- Scott Gorham – gitara, wokal
- Phil Lynott – bas, wokal, Gitara dwunastostrunowa
- Gary Moore – gitara solowa, wokal